# Ronde van Italië 2014/Startlijst
Dit artikel beschrijft de startlijst van de 97e Ronde van Italië die op vrijdag 9 mei 2014 van start ging in de Noord-Ierse stad Belfast. In totaal deden er 22 ploegen mee aan de rittenkoers die op zondag 1 juni 2014 eindigde in de Italiaanse stad Triëst. Iedere ploeg moest negen wielrenners inschrijven voor de wedstrijd, daarom is het totaal aantal deelnemers 198.

## Overzicht

### Astana
| rugnummer | renner            | prestaties deze ronde | opmerkingen        | eindklassering |
| --------- | ----------------- | --------------------- | ------------------ | -------------- |
| 1         | Michele Scarponi  |                       | Opgave: 16e etappe | DNF            |
| 2         | Valerio Agnoli    |                       |                    | 71e            |
| 3         | Fabio Aru         | Winnaar: 15e etappe   |                    | 3de            |
| 4         | Janez Brajkovič   |                       | Opgave: 6e etappe  | DNF            |
| 5         | Enrico Gasparotto |                       |                    | 97e            |
| 6         | Borut Božič       |                       |                    | 124e           |
| 7         | Mikel Landa       |                       |                    | 34e            |
| 8         | Paolo Tiralongo   |                       |                    | 45e            |
| 9         | Andrej Zejts      |                       |                    | 102de          |

### AG2R La Mondiale
| rugnummer | renner             | prestaties deze ronde | opmerkingen             | eindklassering |
| --------- | ------------------ | --------------------- | ----------------------- | -------------- |
| 11        | Domenico Pozzovivo |                       |                         | 5de            |
| 12        | Davide Appollonio  |                       | Buiten tijd: 11e etappe | DNF            |
| 13        | Julien Bérard      |                       |                         | 70e            |
| 14        | Maxime Bouet       |                       |                         | 38e            |
| 15        | Axel Domont        |                       |                         | 58e            |
| 16        | Hubert Dupont      |                       |                         | 16e            |
| 17        | Patrick Gretsch    |                       |                         | 95e            |
| 18        | Matteo Montaguti   |                       |                         | 44e            |
| 19        | Alexis Vuillermoz  |                       |                         | 11de           |

### Androni Giocattoli
| rugnummer | renner            | prestaties deze ronde | opmerkingen              | eindklassering |
| --------- | ----------------- | --------------------- | ------------------------ | -------------- |
| 21        | Franco Pellizotti |                       |                          | 12de           |
| 22        | Manuel Belletti   |                       | Niet gestart: 14e etappe | DNF            |
| 23        | Marco Frapporti   |                       |                          | 108e           |
| 24        | Yonder Godoy      |                       |                          | 76e            |
| 25        | Johnny Hoogerland |                       |                          | 105de          |
| 26        | Marco Bandiera    |                       |                          | 142e           |
| 27        | Jackson Rodríguez |                       |                          | 86e            |
| 28        | Diego Rosa        |                       | Opgave: 18e etappe       | DNF            |
| 29        | Emanuele Sella    |                       |                          | 63e            |

### Bardiani CSF
| rugnummer | renner                     | prestaties deze ronde | opmerkingen             | eindklassering |
| --------- | -------------------------- | --------------------- | ----------------------- | -------------- |
| 31        | Stefano Pirazzi            | Winnaar: 17e etappe   |                         | 85e            |
| 32        | Enrico Battaglin           | Winnaar: 14e etappe   |                         | 52e            |
| 33        | Nicola Boem                |                       |                         | 128e           |
| 34        | Francesco Manuel Bongiorno |                       |                         | 59e            |
| 35        | Marco Canola               | Winnaar: 13e etappe   |                         | 122e           |
| 36        | Sonny Colbrelli            |                       |                         | 94e            |
| 37        | Enrico Barbin              |                       |                         | 119e           |
| 38        | Nicola Ruffoni             |                       | Buiten tijd: 11e etappe | DNF            |
| 39        | Edoardo Zardini            |                       |                         | 53e            |

### Belkin Pro Cycling Team
| rugnummer | renner             | prestaties deze ronde | opmerkingen       | eindklassering |
| --------- | ------------------ | --------------------- | ----------------- | -------------- |
| 41        | Wilco Kelderman    |                       |                   | 7e             |
| 42        | Jetse Bol          |                       |                   | 156e           |
| 43        | Rick Flens         |                       |                   | 132e           |
| 44        | Marc Goos          |                       |                   | 35e            |
| 45        | Martijn Keizer     |                       |                   | 67e            |
| 46        | Steven Kruijswijk  |                       | Opgave: 9e etappe | DNF            |
| 47        | David Tanner       |                       |                   | 130e           |
| 48        | Maarten Tjallingii |                       |                   | 92e            |
| 49        | Jos van Emden      |                       |                   | 107e           |

### BMC Racing Team
| rugnummer | renner           | prestaties deze ronde | opmerkingen        | eindklassering |
| --------- | ---------------- | --------------------- | ------------------ | -------------- |
| 51        | Cadel Evans      |                       |                    | 8e             |
| 52        | Brent Bookwalter |                       |                    | 68e            |
| 53        | Yannick Eijssen  |                       | Opgave: 10e etappe | DNF            |
| 54        | Ben Hermans      |                       |                    | 72e            |
| 55        | Steve Morabito   |                       |                    | 25e            |
| 56        | Daniel Oss       |                       |                    | 103e           |
| 57        | Manuel Quinziato |                       |                    | 112e           |
| 58        | Samuel Sánchez   |                       |                    | 24e            |
| 59        | Danilo Wyss      |                       |                    | 84e            |

### Cannondale Pro Cycling Team
| rugnummer | renner               | prestaties deze ronde | opmerkingen       | eindklassering |
| --------- | -------------------- | --------------------- | ----------------- | -------------- |
| 61        | Ivan Basso           |                       |                   | 15e            |
| 62        | Oscar Gatto          |                       |                   | 116e           |
| 63        | Michel Koch          |                       |                   | 152e           |
| 64        | Paolo Longo Borghini |                       |                   | 99e            |
| 65        | Alan Marangoni       |                       |                   | 137e           |
| 66        | Moreno Moser         |                       |                   | 120e           |
| 67        | Daniele Ratto        |                       |                   | 126e           |
| 68        | Davide Villella      |                       | Opgave: 6e etappe | DNF            |
| 69        | Elia Viviani         |                       |                   | 145e           |

### Colombia
| rugnummer | renner               | prestaties deze ronde | opmerkingen             | eindklassering |
| --------- | -------------------- | --------------------- | ----------------------- | -------------- |
| 71        | Fabio Duarte         |                       |                         | 28e            |
| 72        | Rodolfo Torres       |                       |                         | 81e            |
| 73        | Edwin Ávila          |                       | Buiten tijd: 10e etappe | DNF            |
| 74        | Robinson Chalapud    |                       |                         | 75e            |
| 75        | Leonardo Duque       |                       |                         | 78e            |
| 76        | Jarlinson Pantano    |                       |                         | 32e            |
| 77        | Carlos Quintero      |                       |                         | 117e           |
| 78        | Jeffry Romero        |                       |                         | 149e           |
| 79        | Miguel Ángel Rubiano |                       |                         | 101e           |

### FDJ.fr
| rugnummer | renner             | prestaties deze ronde         | opmerkingen        | eindklassering |
| --------- | ------------------ | ----------------------------- | ------------------ | -------------- |
| 81        | Nacer Bouhanni     | Winnaar: 4e, 7e en 10e etappe |                    | 140e           |
| 82        | Sébastien Chavanel |                               |                    | 150e           |
| 83        | Arnaud Courteille  |                               | Opgave: 16e etappe | DNF            |
| 84        | Murilo Fischer     |                               |                    | 135e           |
| 85        | Alexandre Geniez   |                               |                    | 13e            |
| 86        | Johan Le Bon       |                               |                    | 89e            |
| 87        | Francis Mourey     |                               |                    | 33e            |
| 88        | Laurent Pichon     |                               |                    | 129e           |
| 89        | Jussi Veikkanen    |                               |                    | 109e           |

### Garmin Sharp
| rugnummer | renner           | prestaties deze ronde | opmerkingen              | eindklassering |
| --------- | ---------------- | --------------------- | ------------------------ | -------------- |
| 91        | Ryder Hesjedal   |                       |                          | 9de            |
| 92        | André Cardoso    |                       |                          | 20e            |
| 93        | Thomas Dekker    |                       | Opgave: 16e etappe       | DNF            |
| 94        | Tyler Farrar     |                       |                          | 147e           |
| 95        | Koldo Fernández  |                       | Niet gestart: 2e etappe  | DNF            |
| 96        | Nathan Haas      |                       |                          | 104e           |
| 97        | Daniel Martin    |                       | Opgave: 1e etappe        | DNF            |
| 98        | Dylan van Baarle |                       | Niet gestart: 15e etappe | DNF            |
| 99        | Fabian Wegmann   |                       | Opgave: 11e etappe       | DNF            |

### Lampre-Merida
| rugnummer | renner             | prestaties deze ronde    | opmerkingen              | eindklassering |
| --------- | ------------------ | ------------------------ | ------------------------ | -------------- |
| 100       | Damiano Cunego     |                          |                          | 19e            |
| 101       | Winner Anacona     |                          |                          | 62e            |
| 102       | Matteo Bono        |                          |                          | 77e            |
| 103       | Mattia Cattaneo    |                          |                          | 64e            |
| 104       | Roberto Ferrari    |                          |                          | 144e           |
| 105       | Manuele Mori       |                          |                          | 118e           |
| 106       | Przemysław Niemiec |                          |                          | 49e            |
| 107       | Jan Polanc         |                          |                          | 42e            |
| 109       | Diego Ulissi       | Winnaar: 5e en 8e etappe | Niet gestart: 18e etappe | DNF            |

### Lotto-Belisol
| rugnummer | renner             | prestaties deze ronde | opmerkingen              | eindklassering |
| --------- | ------------------ | --------------------- | ------------------------ | -------------- |
| 111       | Maxime Monfort     |                       |                          | 14e            |
| 112       | Lars Bak           |                       |                          | 56e            |
| 113       | Kenny Dehaes       |                       | Buiten tijd: 14e etappe  | DNF            |
| 114       | Gert Dockx         |                       |                          | 115e           |
| 115       | Adam Hansen        |                       |                          | 73e            |
| 116       | Sander Armée       |                       |                          | 47e            |
| 117       | Tosh Van der Sande |                       |                          | 93e            |
| 118       | Tim Wellens        |                       |                          | 54e            |
| 119       | Dennis Vanendert   |                       | Niet gestart: 14e etappe | DNF            |

### Team Movistar
| rugnummer | renner               | prestaties deze ronde      | opmerkingen | eindklassering |
| --------- | -------------------- | -------------------------- | ----------- | -------------- |
| 121       | Nairo Quintana       | Winnaar: 16e en 19e etappe |             | 1ste           |
| 122       | Andrey Amador        |                            |             | 110e           |
| 123       | Igor Antón           |                            |             | 37e            |
| 124       | Eros Capecchi        |                            |             | 79e            |
| 125       | Jonathan Castroviejo |                            |             | 57e            |
| 126       | José Herrada         |                            |             | 23e            |
| 127       | Gorka Izagirre       |                            |             | 83e            |
| 128       | Francisco Ventoso    |                            |             | 125e           |
| 129       | Adriano Malori       |                            |             | 121e           |

### Neri Sottoli
| rugnummer | renner                   | prestaties deze ronde | opmerkingen             | eindklassering |
| --------- | ------------------------ | --------------------- | ----------------------- | -------------- |
| 131       | Matteo Rabottini         |                       |                         | 17e            |
| 132       | Giorgio Cecchinel        |                       | Niet gestart: 6e etappe | DNF            |
| 133       | Ramon Carretero Marciags |                       | Opgave: 7e etappe       | DNF            |
| 134       | Francesco Chicchi        |                       | Niet gestart: 9e etappe | DNF            |
| 135       | Daniele Colli            |                       | Opgave: 16e etappe      | DNF            |
| 136       | Andrea Fedi              |                       |                         | 148e           |
| 137       | Mauro Finetto            |                       | Opgave: 16e etappe      | DNF            |
| 138       | Jonathan Monsalve        |                       |                         | 66e            |
| 139       | Simone Ponzi             |                       |                         | 106de          |

### Omega Pharma-Quick-Step
| rugnummer | renner              | prestaties deze ronde | opmerkingen        | eindklassering |
| --------- | ------------------- | --------------------- | ------------------ | -------------- |
| 141       | Rigoberto Urán      | Winnaar: 12e etappe   |                    | 2de            |
| 142       | Gianluca Brambilla  |                       |                    | 29e            |
| 143       | Thomas De Gendt     |                       |                    | 65e            |
| 144       | Iljo Keisse         |                       |                    | 139e           |
| 145       | Serge Pauwels       |                       |                    | 31e            |
| 146       | Alessandro Petacchi |                       | Opgave: 16e etappe | DNF            |
| 147       | Wout Poels          |                       |                    | 21e            |
| 148       | Pieter Serry        |                       |                    | 74e            |
| 149       | Julien Vermote      |                       |                    | 88e            |

### Orica-GreenEdge
| rugnummer | renner           | prestaties deze ronde               | opmerkingen              | eindklassering |
| --------- | ---------------- | ----------------------------------- | ------------------------ | -------------- |
| 151       | Ivan Santaromita |                                     | Niet gestart: 18e etappe | DNF            |
| 152       | Luke Durbridge   |                                     | Niet gestart: 11e etappe | DNF            |
| 153       | Michael Hepburn  |                                     |                          | 154e           |
| 154       | Brett Lancaster  |                                     | Niet gestart: 7e etappe  | DNF            |
| 155       | Michael Matthews | Winnaar: 6e etappe                  | Niet gestart: 11e etappe | DNF            |
| 156       | Cameron Meyer    |                                     | Niet gestart: 8e etappe  | DNF            |
| 157       | Mitchell Docker  |                                     | Opgave: 15e etappe       | DNF            |
| 158       | Svein Tuft       |                                     |                          | 155e           |
| 159       | Pieter Weening   | Winnaar: 9e etappe                  | Opgave: 14e etappe       | DNF            |
|           |                  | Winnaar: 1e etappe (ploegentijdrit) |                          |                |

### Team Europcar
| rugnummer | renner           | prestaties deze ronde | opmerkingen        | eindklassering |
| --------- | ---------------- | --------------------- | ------------------ | -------------- |
| 161       | Pierre Rolland   |                       |                    | 4e             |
| 162       | Yukiya Arashiro  |                       |                    | 127e           |
| 163       | Angélo Tulik     |                       |                    | 123e           |
| 164       | Tony Hurel       |                       |                    | 134e           |
| 165       | Davide Malacarne |                       |                    | 39e            |
| 166       | Maxime Méderel   |                       | Opgave: 7e etappe  | DNF            |
| 167       | Perrig Quéméneur |                       |                    | 80e            |
| 168       | Romain Sicard    |                       |                    | 51e            |
| 169       | Björn Thurau     |                       | Opgave: 16e etappe | DNF            |

### Giant-Shimano
| rugnummer | renner            | prestaties deze ronde    | opmerkingen             | eindklassering |
| --------- | ----------------- | ------------------------ | ----------------------- | -------------- |
| 171       | Marcel Kittel     | Winnaar: 2e en 3e etappe | Niet gestart: 4e etappe | DNF            |
| 172       | Bert De Backer    |                          |                         | 133e           |
| 173       | Simon Geschke     |                          |                         | 69e            |
| 174       | Tobias Ludvigsson |                          | Opgave: 12e etappe      | DNF            |
| 175       | Luka Mezgec       | Winnaar: 21e etappe      |                         | 136e           |
| 176       | Georg Preidler    |                          |                         | 27e            |
| 177       | Tom Stamsnijder   |                          |                         | 143e           |
| 178       | Albert Timmer     |                          |                         | 87e            |
| 179       | Tom Veelers       |                          |                         | 146e           |

### Katjoesja
| rugnummer | renner            | prestaties deze ronde | opmerkingen             | eindklassering |
| --------- | ----------------- | --------------------- | ----------------------- | -------------- |
| 181       | Joaquim Rodríguez |                       | Niet gestart: 7e etappe | DNF            |
| 182       | Maksim Belkov     |                       |                         | 90e            |
| 183       | Giampaolo Caruso  |                       | Opgave: 6e etappe       | DNF            |
| 184       | Vladimir Goesev   |                       |                         | 60e            |
| 185       | Alberto Losada    |                       |                         | 36e            |
| 186       | Daniel Moreno     |                       |                         | 41e            |
| 187       | Luca Paolini      |                       |                         | 111e           |
| 188       | Ángel Vicioso     |                       | Opgave: 6e etappe       | DNF            |
| 189       | Edoeard Vorganov  |                       |                         | 55e            |

### Sky ProCycling
| rugnummer | renner               | prestaties deze ronde | opmerkingen              | eindklassering |
| --------- | -------------------- | --------------------- | ------------------------ | -------------- |
| 191       | Dario Cataldo        |                       |                          | 26e            |
| 192       | Edvald Boasson Hagen |                       | Niet gestart: 16e etappe | DNF            |
| 193       | Philip Deignan       |                       |                          | 43e            |
| 194       | Bernhard Eisel       |                       |                          | 138e           |
| 195       | Sebastián Henao      |                       |                          | 22e            |
| 196       | Chris Sutton         |                       |                          | 153e           |
| 197       | Salvatore Puccio     |                       |                          | 98e            |
| 198       | Kanstantsin Siwtsow  |                       | Opgave: 14e etappe       | DNF            |
| 199       | Ben Swift            |                       |                          | 113e           |

### Tinkoff-Saxo
| rugnummer | renner                  | prestaties deze ronde      | opmerkingen              | eindklassering |
| --------- | ----------------------- | -------------------------- | ------------------------ | -------------- |
| 201       | Nicolas Roche           |                            |                          | 30e            |
| 202       | Christopher Juul-Jensen |                            |                          | 100e           |
| 203       | Rafał Majka             |                            |                          | 6e             |
| 204       | Jevgeni Petrov          |                            |                          | 48e            |
| 205       | Paweł Poljański         |                            |                          | 50e            |
| 206       | Ivan Rovny              |                            |                          | 46e            |
| 207       | Chris Anker Sørensen    |                            | Niet gestart: 12e etappe | DNF            |
| 208       | Jay McCarthy            |                            |                          | 91e            |
| 209       | Michael Rogers          | Winnaar: 11e en 20e etappe |                          | 18e            |

### Trek Factory Racing
| rugnummer | renner             | prestaties deze ronde | opmerkingen | eindklassering |
| --------- | ------------------ | --------------------- | ----------- | -------------- |
| 211       | Robert Kišerlovski |                       |             | 10e            |
| 212       | Eugenio Alafaci    |                       |             | 151e           |
| 213       | Julián Arredondo   | Winnaar: 18e etappe   |             | 61e            |
| 214       | Fabio Felline      |                       |             | 96e            |
| 215       | Danilo Hondo       |                       |             | 114e           |
| 216       | Giacomo Nizzolo    |                       |             | 141e           |
| 217       | Boy van Poppel     |                       |             | 131e           |
| 218       | Fumiyuki Beppu     |                       |             | 82e            |
| 219       | Riccardo Zoidl     |                       |             | 40e            |

## Deelnemers per land
| Deelnemers | Land |
| ---------- | --- |
| 59         | Italië |
| 18         | Frankrijk |
| 17         | Nederland |
| 15         | België |
| 14         | Colombia |
| 13         | Australië |
| 12         | Spanje |
| 7          | Duitsland |
| 5          | Rusland |
| 4          | Slovenië |
| 3          | Denemarken, Ierland, Oostenrijk, Polen, Venezuela                                                                         |
| 2          | Canada, Japan, Verenigde Staten, Zwitserland                                                                              |
| 1          | Brazilië, Costa Rica, Finland, Kazachstan, Kroatië, Noorwegen, Panama, Portugal, Verenigd Koninkrijk, Wit-Rusland, Zweden |

1e etappe ·
2e etappe ·
3e etappe ·
4e etappe ·
5e etappe ·
6e etappe ·
7e etappe ·
8e etappe ·
9e etappe ·
10e etappe ·
11e etappe ·
12e etappe ·
13e etappe ·
14e etappe ·
15e etappe ·
16e etappe ·
17e etappe ·
18e etappe ·
19e etappe ·
20e etappe ·
21e etappe
Startlijst · Eindstanden · Afbeeldingen
 winnaars · 
roze trui · 
  puntenklassement · 
  bergklassement · 
 jongerenklassement · 
 intergiro · 
 ploegenklassement · 
 strijdlust · 
 zwarte trui
Giro d'Italia Next Gen · Giro Donne · Cima Coppi
 Belgische rozetruidragers · etappewinnaars
 Nederlandse rozetruidragers · etappewinnaars
Mannen:
1909 · 
1910 · 
1911 · 
1912 · 
1913 · 
1914 · 
1919 · 
1920 · 
1921 · 
1922 · 
1923 · 
1924 · 
1925 · 
1926 · 
1927 · 
1928 · 
1929 · 
1930 · 
1931 · 
1932 · 
1933 · 
1934 · 
1935 · 
1936 · 
1937 · 
1938 · 
1939 · 
1940 · 
1946 · 
1947 · 
1948 · 
1949 · 
1950 · 
1951 · 
1952 · 
1953 · 
1954 · 
1955 · 
1956 · 
1957 · 
1958 · 
1959 · 
1960 · 
1961 · 
1962 · 
1963 · 
1964 · 
1965 · 
1966 · 
1967 · 
1968 · 
1969 · 
1970 · 
1971 · 
1972 · 
1973 · 
1974 · 
1975 · 
1976 · 
1977 · 
1978 · 
1979 · 
1980 · 
1981 · 
1982 · 
1983 · 
1984 · 
1985 · 
1986 · 
1987 · 
1988 · 
1989 · 
1990 · 
1991 · 
1992 · 
1993 · 
1994 · 
1995 · 
1996 · 
1997 · 
1998 · 
1999 · 
2000 · 
2001 · 
2002 · 
2003 · 
2004 · 
2005 · 
2006 · 
2007 · 
2008 · 
2009 · 
2010 · 
2011 · 
2012 · 
2013 · 
2014 · 
2015 · 
2016 · 
2017 · 
2018 · 
2019 · 
2020 · 
2021 · 
2022 · 
2023 · 
2024 · 
2025
Vrouwen:
1988 · 
1989 · 
1990 · 
1991 ·
1992 ·
1993 · 
1994 · 
1995 · 
1996 · 
1997 · 
1998 · 
1999 · 
2000 · 
2001 · 
2002 · 
2003 · 
2004 · 
2005 · 
2006 · 
2007 · 
2008 · 
2009 · 
2010 · 
2011 · 
2012 ·
2013 · 
2014 ·
2015 ·
2016 ·
2017 ·
2018 ·
2019 ·
2020 ·
2021 ·
2022 ·
2023 ·
2024 ·
2025